# IBM Personal Computer
De IBM Personal Computer (algemeen bekend als de IBM-pc) is de eerste computer die is uitgebracht in de IBM PC-serie, en werd de de facto-standaard voor personal computers (IBM-PC-compatibel). Op 12 augustus 1981 werd de computer geïntroduceerd door IBM.

## Technische informatie
De IBM Personal Computer was een 16 bits-computer met een 20 bits-adresbus, gebaseerd op de 8086/8088-microprocessor met een kloksnelheid van 4,77 MHz. Deze pc werd ontworpen en gebouwd door IBM. De computer was opgebouwd uit standaardcomponenten die niet specifiek voor deze computer waren ontwikkeld. Alleen de BIOS-firmware was specifiek voor de IBM-pc ontwikkeld en bevatte onder andere een BASIC-interpreter. De eerste pc's haalden hun gegevens en programmatuur van een audiocassette of floppydisk.
IBM wilde andere bedrijven in staat stellen uitbreidingskaarten voor de ISA-bus te maken voor de IBM-pc en stelde daarom de specificaties beschikbaar in een boek, dat voor $49 te koop was. De IBM-pc was de basis voor de populaire IBM-PC-compatibele computers of klonen.

### Latere modellen
IBM bracht ook een versie van de pc uit met een harde schijf van 10 MB; dit werd de IBM PC XT (eXtended Technology) genoemd. In 1984 verscheen de IBM PC AT (Advanced Technology), die was gebaseerd op de Intel 80286-processor. Deze draaide op 6 MHz en had standaard een harde schijf van 20 MB.

## Vanaf 1987
In de loop der jaren heeft de IBM Personal Computer-divisie diverse series Personal Computers uitgebracht voor zowel thuisgebruik als zakelijk gebruik, zoals de PCjr, PS/1, PS/2, PS/ValuePoint, ThinkPad, Aptiva, PC Series, NetVista en ThinkCentre. Uiteindelijk is de pc-divisie in 2005 verkocht aan Lenovo.
Servers met x86-processoren begon met bepaalde PS/2 Server-modellen, wat achtereenvolgend de IBM PC Servers, NetFinity, eServer xSeries en uiteindelijk de huidige IBM System x.